# Cantonul Saint-Chéron
Cantonul Saint-Chéron este un canton din arondismentul Étampes, departamentul Essonne, regiunea Île-de-France, Franța.

## Comune
| Comune                     | Populație (1999) | Cod poștal | Cod INSEE   |
| -------------------------- | ---------------- | ---------- | ----------- |
| Angervilliers              | 1.645 loc.       | 91470      | 91 1 24 017 |
| Boissy-sous-Saint-Yon      | 3.731 loc.       | 91790      | 91 1 24 085 |
| Breuillet                  | 8.319 loc.       | 91650      | 91 1 24 105 |
| Breux-Jouy                 | 1.216 loc.       | 91650      | 91 1 24 106 |
| Le Val-Saint-Germain       | 1.460 loc.       | 91530      | 91 1 24 630 |
| Saint-Chéron               | 4.799 loc.       | 91530      | 91 1 24 540 |
| Saint-Cyr-sous-Dourdan     | 1.011 loc.       | 91410      | 91 1 24 546 |
| Saint-Maurice-Montcouronne | 1.641 loc.       | 91530      | 91 1 24 568 |
| Saint-Sulpice-de-Favières  | 324 loc.         | 91910      | 91 1 24 578 |
| Saint-Yon                  | 909 loc.         | 91650      | 91 1 24 581 |
| Sermaise                   | 1.680 loc.       | 91530      | 91 1 24 593 |